# Batalla de Menorca (1939)
La batalla de Menorca, una de les últimes batalles de la Guerra Civil espanyola, va tenir lloc a l'illa de Menorca entre el 4 de febrer i el 9 de febrer de 1939.

## Antecedents
Després de la caiguda de Catalunya, l'illa de Menorca, l'única illa balear en poder de la República, va quedar aïllada d'altres territoris controlats pels republicans pel bloqueig naval nacionalista. Francisco Franco va informar el govern britànic que les tropes italianes de Mussolini abandonarien les Illes Balears després de la guerra i el govern britànic va acordar la rendició de la guarnició republicana.

## Desenvolupament
Franco dominava les Balears excepte Menorca, que tenia el seu cordó umbilical entre Maó i Barcelona. En una època en què no existia el radar, la vigilància només era efectiva amb llum, i, durant les nits sense lluna, alguns vaixells forçaven el bloqueig. Tot i així, la travessia era difícil.
L'Estat Major Republicà de Menorca temia un desembarcament franquista recolzat pels italians. Fins llavors, la seva artilleria havia protegit l'illa, fins que la caiguda de Barcelona, el 26 de gener de 1939, va ofegar les esperances republicanes. El 4 de febrer va arribar a Maó el vicealmirall Luis González Ubieta com a nou comandant militar de l'illa. El mateix dia, avions franquistes llançaren proclames molt explícites: «El Caudillo no desea que haya más derramamiento de sangre», i concedia cinc dies per decidir la rendició.
Franco i el Foreign Office autoritzaren una maniobra acordada en el cònsol Alan Hillgarth i el cap de l'aviació militar de Mallorca per avançar-se als italians. Seguidament, van embarcar el creuer britànic HMS Devonshire el tinent coronel de l'aviació Fernando Sartorius, comte de San Luis, i Denys Cowan,col·laborador del mariscal Chtewoode, president de la Comissió Internacional per l'Intercanvi de Presoners. El 7 de febrer, el creuer va aparèixer al port de Maó i l'autoritat naval republicana va concedir permís al comandant G.S. Muirhead Gould per fondejar allí mateix.
Quan va pujar la comissió al vaixell britànic, Muirhead va transmetre a Baudillo Sanmartín, cap de la base naval, la invitació que González Ubieta pugés a bord. Un intèrpret l'informà que la nau era neutral i el Foreign Office li facilitava una entrevista amb Sartorius, representant de les autoritats franquistes. Aquest va manifestar que la situació republicana era desesperada i la guarnició de Menorca no podia esperar rebre ajuda. González Ubieta acabà l'entrevista afirmant que, si no podia consultar-ho amb el govern, ho faria amb el general José Miaja, cap de les tropes del Centre, o amb la base naval republicana de Cartagena (Múrcia).

## Alçament i batalla
La presència del creuer britànic a Maó animà a uns quants franquistes de Ciutadella, al capdavant dels quals es col·locà el major Juan Thomás. El dia 7 a la nit encapçalà un grup d'homes i s'apoderà de Ciutadella després de matar el comandant militar, Marcelino Rodríguez. El major Pedro Pons s'uní a la revolta i els alçats enviaren una barca amb un emissari a demanar ajuda. Els republicans reaccionaren enviant una companyia ciclista, mentre el major Palou reunia tropes i marxava contra els revoltats, empatant així la situació després d'un tiroteig sense baixes. Mentrestant, González Ubieta negociava una rendició sense represàlies, confiant en Sartorius. L'Estat Major de Mallorca no tenia plans per ocupar l'illa i es van desfermar els nervis a Palma; uns caces sobrevolaren les tropes de Palou i més tard arribaren els bombarders italians, amb alguns alemanys i espanyols, que llançaren sobre el casc major de Maó el major atac de guerra.

## Fugida republicana
Thomás estava ferit i a l'hospital, mentre els seus es trobaven quasi en crisis. La resistència republicana s'enfonsava i tot es desbaratava a Maó, on nombrosos responsables buscaven mitjans per abandonar l'illa. L'HMS Devonshire va llevar àncores amb rumb a Marsella amb uns 600 refugiats a bord. Uns altres 75 marxaren a Alger en el veler Carmen Pico. Entre les tropes de Palou va córrer la notícia que podrien embarcar a Maó i van començar les desercions, però no els esperava cap vaixell.

## Conquesta franquista de Menorca
El matí del dia 9 arribà a Maó un hidroavió He 60 procedent de Mallorca, i a la tarda desembarcà a Ciutadella de Menorca un comboi procedent de Tarragona, amb el coronel Natalio López Bravo al capdavant de la Divisió 105 del Cos de l'Exèrcit Marroquí. Aquella mateixa nit va entrar un altre comboi amb tropes procedents de Mallorca.